# Ohridohoratia polinskii
Ohridohoratia polinskii is een slakkensoort uit de familie van de Hydrobiidae. De wetenschappelijke naam van de soort is voor het eerst geldig gepubliceerd in 1960 door Radoman.